# Vrnjačka Banja
Vrnjačka Banja (Servisch: Врњачка Бања) is een plaats, gemeente en kuuroord (banja is Servisch voor kuuroord) gelegen in het district Raška in Centraal-Servië.

## Geografie
Vrnjačka Banja is de zetel van de gemeente met dezelfde naam. het is gelegen in Centraal-Servië in de Raška district, tussen de berg Goč en de rivier Zapadna Morava. Het ligt ongeveer 200 km van Belgrado, 25 km van Kraljevo en zo'n 7 km van Trstenik.

## Populatie
In 2002 was het aantal inwoners voor de plaats 9,877, en de gemeente had volgens de volkstelling van dat jaar 26,492 inwoners.

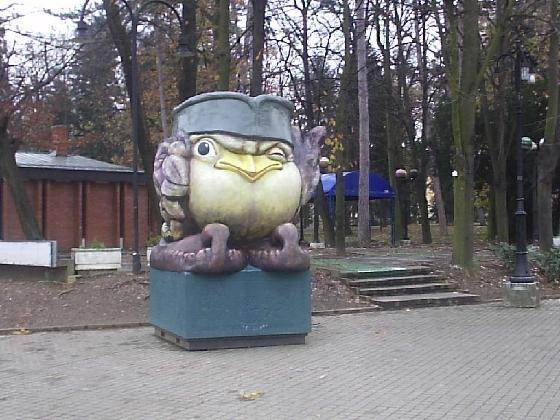
Mus "Gočko", mascotte van Vrnjačka Banja

## Toerisme
Vrnjačka Banja is de bekendste en meest geroemde kuuroord van Servië en tegelijkertijd een aantrekkelijke recreatie plek. Het is gelegen in een boomrijke omgeving.
Het was al bekend als een heilzame plek tijdens de Romeinse overheersing in de tweede eeuw na Christus.
In 1868 is er een kuuroord gevestigd en is het sindsdien bezocht door mensen vanuit heel Zuid-Europa, die kwamen voor een kuur en voor hun rust.
De zomers zijn er aangenaam en de winters zacht. Natuurlijke bronnen kunnen er worden gevonden op vijf plaatsen in de park. Het warme water van 36° C is ideaal voor massages, en het koele water (17°C) voldoende verfrissend.

## Mineraalwater
In Vrnjačka Banja zijn er zeven mineraalwaterbronnen. Dit zijn: Topla voda, Slatina, Snežnik, Jezero, Borjak, Beli izvor en Vrnjačko vrelo. Van deze bronnen worden er vier gebruikt voor
therapeutische doeleinden tijdens het behandelen van ziektes, zoals:
- Suikerziekte
- Maag- en twaalfvingerigedarmzweren
- Problemen met de spijsvertering
- Chronische alvleesklieraandoeningen
- Leveraandoeningen
- Reuma

### Vrnjci
Twee van de zeven bronnen wordt gebruikt om mineraalwater te bottelen en te verkopen voor consumptie. Dit water staat sinds 1970 bekend als voda Vrnjci.

## Gemeente
De gemeente Vrnjačka Banja bestaat, naast de plaats Vrnjačka Banja zelf, uit de volgende dorpen:
| - Goč - Gračac - Lipova - Novo Selo - Otroci | - Podunavci - Rsavci - Ruđinci - Stanišinci - Štulac | - Vraneši - Vrnjci - Vukušica |